# Arnold Klemola
Arnold Richard Klemola ( Pomfret, Connecticut, 20 de febrero de 1931-5 de enero de 2019) fue un astrónomo estadounidense. Trabajó en el Observatorio Lick, situado en el Monte Hamilton en California.
Klemola fue el descubridor o codescubridor de 16 asteroides, así como del cometa 68P/Klemola. La mayoría de sus hallazgos los realizó junto con Carlos Ulrrico Cesco.
El asteroide (1723) Klemola lleva este nombre en su honor y en el de la directora de escuela y astrónoma aficionada Irja Klemola, residente en la ciudad finesa de Turku.
| Asteroides Descubiertos: 16     | Asteroides Descubiertos: 16 | Asteroides Descubiertos: 16 |
| Nombre                          | Fecha                       |                             |
| ------------------------------- | --------------------------- | --------------------------- |
| (1770) Schlesinger [*]          | 10 de mayo de 1967          |                             |
| (1829) Dawson [*]               | 6 de mayo de 1967           |                             |
| (1934) Jeffers                  | 2 de diciembre de 1972      |                             |
| (1991) Darwin [*]               | 6 de mayo de 1967           |                             |
| (2014) Vasilevskis              | 2 de mayo de 1973           |                             |
| (2131) Mayall                   | 3 de septiembre de 1975     |                             |
| (2179) Platzeck                 | 28 de junio de 1965         |                             |
| (2202) Pele                     | 7 de septiembre de 1972     |                             |
| (2261) Keeler                   | 20 de abril de 1977         |                             |
| (2308) Schilt [*]               | 6 de mayo de 1967           |                             |
| (2370) van Altena               | 10 de junio de 1965         |                             |
| (2504) Gaviola [*]              | 6 de mayo de 1967           |                             |
| (3712) Kraft                    | 22 de diciembre de 1984     |                             |
| (5757) Tichá [*]                | 6 de mayo de 1967           |                             |
| (8128) Nicomachus [*]           | 6 de mayo de 1967           |                             |
| (10450) Girard [*]              | 6 de mayo de 1967           |                             |
| [*] Codescubiertos con C. Cesco |                             |                             |